# Червишевское муниципальное образование
Червишевское муниципальное образование — сельское поселение в Тюменском районе Тюменской области Российской Федерации.
Административный центр — село Червишево.

## География
Общая длина административной границы Червишевского муниципального образования — 177,69 км.

## История
Село Червишево основано в 1648 году.Статус и границы сельского поселения установлены Законом Тюменской области от 5 ноября 2004 года № 263 «Об установлении границ муниципальных образований Тюменской области и наделении их статусом муниципального района, городского округа и сельского поселения».

## Население
| 2010  | 2011  | 2012  | 2013  | 2014  | 2015  | 2016  |
| ----- | ----- | ----- | ----- | ----- | ----- | ----- |
| 6375  | ↗6383 | ↗6445 | ↗6715 | ↗7023 | ↗7177 | ↗7318 |
| 2017  | 2018  | 2019  | 2020  | 2021  |       |       |
| ↗7322 | ↘7320 | ↗7434 | ↗7535 | ↘6144 |       |       |

На конец 2010 года работающее население Червишевского муниципального образования составляло 2950 человек, пенсионеры — 1383 человек, учащиеся — 694 человек.

## Состав сельского поселения
| № | Населённый пункт | Тип населённого пункта       | Население |
| - | ---------------- | ---------------------------- | --------- |
| 1 | Большие Акияры   | деревня                      | 908       |
| 2 | Друганова        | деревня                      | 451       |
| 3 | Костылева        | деревня                      | 61        |
| 4 | Леваши           | село                         | 549       |
| 5 | Малые Акияры     | деревня                      | 52        |
| 6 | Мичурино         | село                         | 346       |
| 7 | Червишево        | село, административный центр | ↗4085     |
| 8 | Чёрная Речка     | деревня                      | 98        |

## Спорт
В селе Мичурино находится областной центр зимних видов спорта «Жемчужина Сибири».